# M138 GEMSS
M138 Ground Emplaced Mine Scattering System (GEMSS)  – amerykański ustawiacz min wprowadzony na uzbrojenie US Armed Forces w 1991 roku. Jest to ważące około 50 kg urządzenie, które może być zamontowane na transporterze opancerzonym M113, transporterze M548 czy samochodzie CUCV, HMMWV, M35 czy  M809. Ustawiacz jest obsługiwany przez jednego żołnierza, który ręcznie umieszcza w nim pojedyncze miny. Po załadowaniu ustawiacz odbezpiecza zapalnik miny, ustawia okres samolikwidacji, a następnie wyrzuca ją na odległość 20–30 m od pojazdu. Ustawiacz może być wykorzystywany do ustawiania min przeciwpiechotnych M74, przeciwpancernych M75 lub szkolnych M79.
Wyprodukowano 174 sztuk ustawiaczy M138 przeznaczonych dla US Army. 30 z nich zostało następnie odsprzedanych US Marine Corps.